# Prairiehonden
Prairiehonden (Cynomys) zijn een geslacht van op en onder de grond levende knaagdieren uit de familie eekhoorns (Sciuridae). Ze leven op de prairies van Noord-Amerika.

## Kenmerken
De dieren kunnen ongeveer 40 cm lang worden en wegen tussen de 1 en 4 kilo. In gevangenschap kunnen ze 8 tot 10 jaar oud worden met uitschieters naar 12 jaar. Vers gras is het meest gebruikte voedsel.
De naam heeft het dier te danken aan het scherpe geblaf dat het laat horen.
Prairiehonden zijn sociale dieren, die in meerdere familiegroepen samen in één gebied wonen: een zogenaamd prairiehondendorp. Deze dorpen bevinden zich onder de grond, waarbij elke familie zijn eigen ingang heeft met meerdere kamers.

## Bedreiging
Het dier vormt een aantrekkelijke prooi voor allerlei roofdieren. Vanwege de vervolging door de mens, die het beestje als ongedierte beschouwt, wordt de zwartstaartprairiehond met uitsterven bedreigd. Prairiehonden bevolkten ooit in zeer groten getale de graslanden van Noord-Amerika, maar na de komst van de vele kolonisten is hun aantal sterk gedaald.

## Onderverdeling
Er zijn vijf soorten, waarvan enkele bedreigd zijn in hun voortbestaan.
- Ondergeslacht Cynomys:
  - Cynomys ludovicianus – Zwartstaartprairiehond
  - Cynomys mexicanus – Mexicaanse prairiehond
- Ondergeslacht Leucocrossuromys:
  - Cynomys gunnisoni – Rocky-Mountainsprairiehond
  - Cynomys leucurus – Witstaartprairiehond
  - Cynomys parvidens – Utahprairiehond

## Afbeeldingen

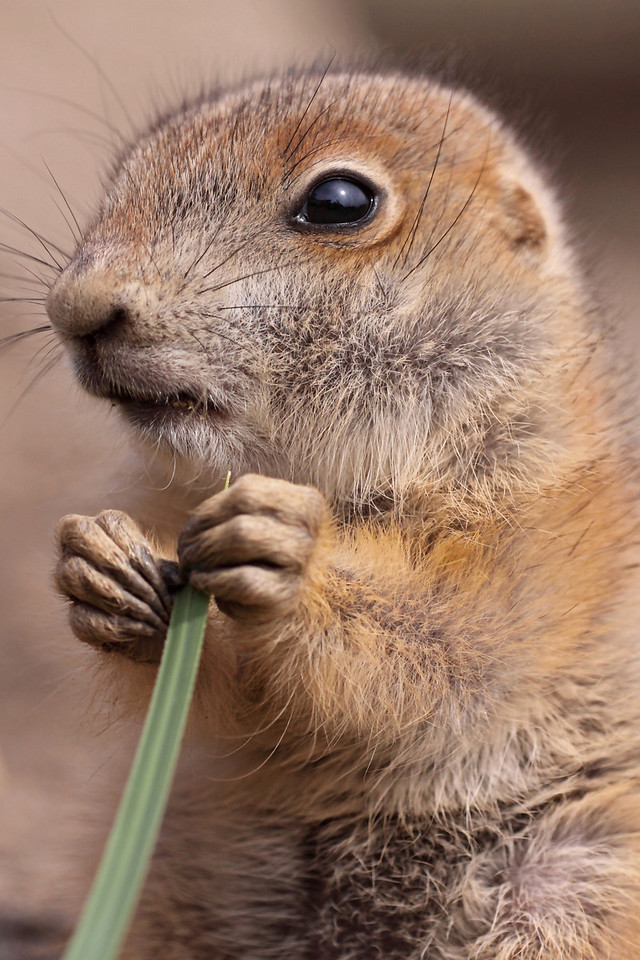
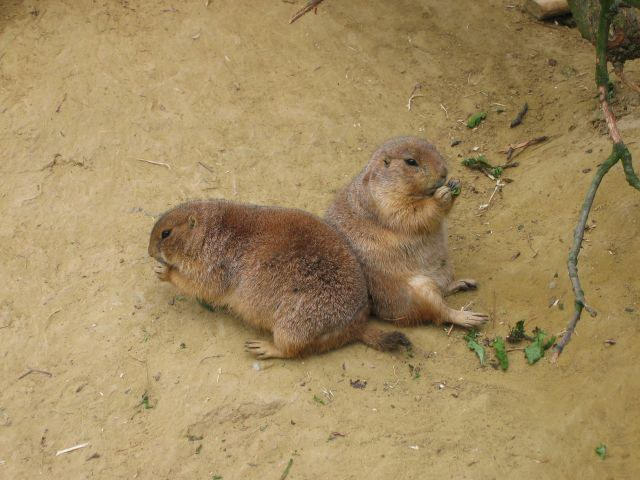
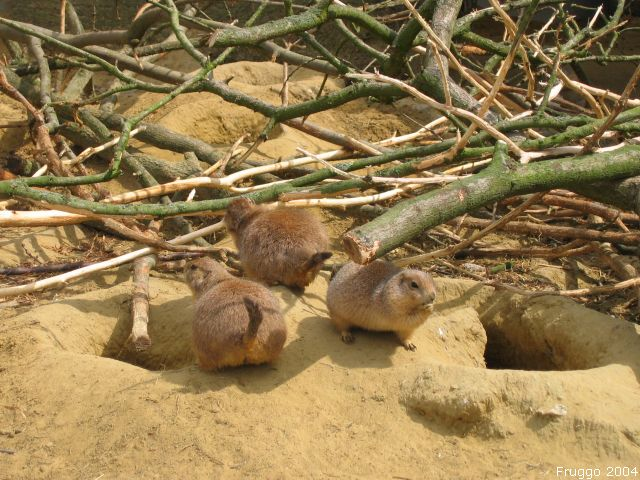
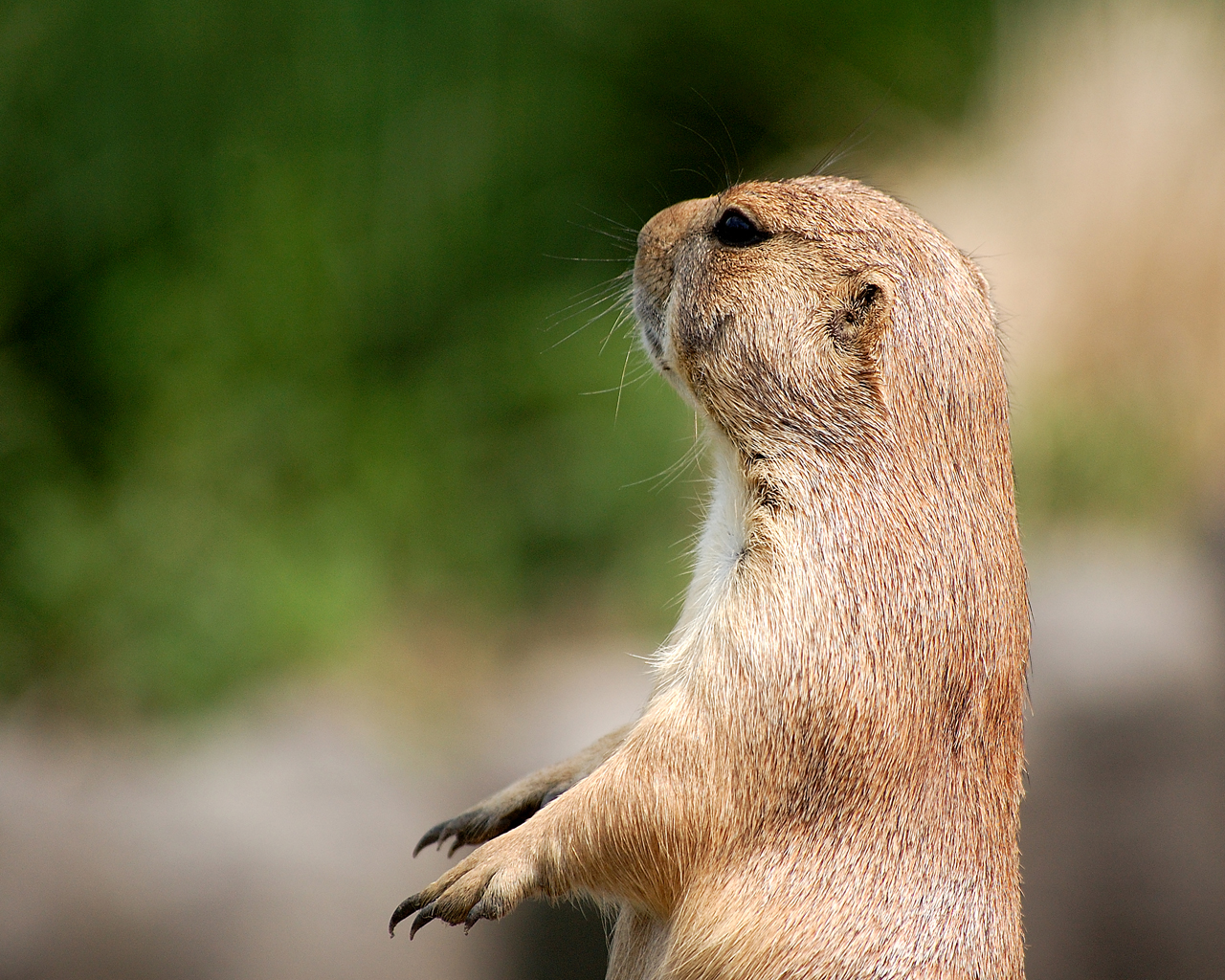